# Padam Padam (Kylie Minogue-dal)
A Padam Padam című dal az ausztrál énekes-dalszerző Kylie Minogue 2023. május 18-án megjelent debütáló kislemeze tizenhatodik, Tension című stúdióalbumáról. A dalt a BMG Rights Management, és Minogue cége, a Darenote jelentette meg. A dalt Ina Wrodlsen norvég énekes, és dalszerző írta a Lostboy producerével együtt. A dalhoz készült klipet a kaliforniai Los Angelesben forgatták, melyet Sophie Muller rendezte, és ugyanazon a napon jelent meg, mint a dal.
A "Padam Padam" című dal Horvátországban, Írországban, és az Egyesült Királyságban Top 10-es sláger lett. Az utóbbi két országban az énekesnő a 80-as évektől kezdve a 2020-as évekig öt egymást követő évtizedben több Top 10-es dalt kreált. Ausztráliában a dal Top 20-as helyezett lett, valamint Hollandiában, Belgiumban, Kanadában, Magyarországon, Oroszországban, Lengyelországban, valamint Argentínában, Chilében, Kolumbiában, El Salvadorban, Németországban, Guatemalában, és Új-Zélandon is slágerlistás helyezést ért el. Az Egyesült Államokban Minogue a dalt az American Idol című műsorban, és a KTUphoriában is előadta, valamint az Egyesült Királyságban a Capital's Summertime Ball 2023-as rendezvényen.

## Előzmények
A dalt az album megjelenésével egyidőben jelentették be 2023. május 12-én, azonban akkor még nem volt ismert a megjelenés dátuma, majd május 15-én bejelentették a pontos megjelenés dátumát a dal 20 másodperces előzetesével együtt Onomatopeia for a heartbeat címen.

## Összetétel
A "Padam Padam" egy "hipnotikus elektro" dal, karcsú, dübörgő, fülbemászó dance-pop elemekkel tarkítva. George Griffiths az Official Charts Company munkatársa szerint a dal egy rugalmas Kelet-Európai ihletésű elektropop dal.
A dal zeneileg egy 4/4-es időarányú dal, mely C domináns fríg skálára épül.

## Recepció
Tom Breiham, a Stereogumnak írt jelentésében a dalt egy karcsú, dübörgő, fülbemászó dance-popnak írta le, hozzátéve, "Kylie pontosan tudja, hogy kell egy ilyen dalt előadni." A Retropop magazin "fertőzőnek" nevezte a dalt, mely egy ütős elektronikus extravagáns dal, mely tuti, hogy "egész hétvégén a fejedben lesz". – hivatkozva a dalszövegre. Hollie Geraghty az NME-től a dal dübörgő refrénjét "fülféreg"-ként jellemezte, amely befészkel a füledbe, és ott is marad. Hasonlóan vélekedett Jon Stickler a Stereoboard-tól: "A fülbemászó pop-dal erősen "fertőz".
Mary Varvaris (The Music) kiemelte a dal friss és vibráló tánchangzását, és azt írta: " A dal teljesen a 2023-as évnek szól, miközben továbbra is összetéveszthetetlenül "Kylie-s" marad. A Guardian írója, Owen Myers a dalt a dance-pop öröm fényes buborékaként jellemezte, amelyet nem terhel az előadó személyes narratívája, és felszabadítja Kylie-t, hogy ismét a napfényes "show-girl-t" játssza.

## A dal hatása
A "Padam-ic" kifejezést a The Guardian-tól maga Laura Snapes dolgozta ki, miszerint a "Padam Padam" kulturális hatását magába foglalja, és úgy írja le, mint kulturális pillanatot, amelyben a könnyedség a világjárvány után és egy korszak után visszaárad. Ott, ahol a kultúrát nagyon komolyan vették..
A dalt Minogue legnagyobb slágereként írják le, és Diana Ross, Aretha Franklin, és Dusty Springfield azon képességeihez hasonlítják, akik a kereskedelmileg kevésbé jövedelmező időszakok után visszatérnek a felvételekhez. Más kritikusok azt figyelték meg, hogy ritka eset, amikor egy középkorú művész az elmúlt évtizedekben ilyen mediális hatást ért el.
James Masterton a Varietynek adott interjújában elmondta, hogy a kislemez sikere azért jelentős, mert Minogue egy generációs szakadékot hidalt át ezzel a sikerlemezzel, mely mind a hűséges, és idősödő rajongóit eléri. A zenerajongók ifjabb generációit a TikTok platformnak köszönhetően vonzotta, mely hozzájárult Kylie kislemezének robbanásához [...] megkerülve ezzel az összes hagyományos médiát.
A dal számos Pride felvonuláson is elhangzott, és az LMBT közösség himnuszává vált, beleértve a NYC Pride Marchot, a londoni Pride-ot, vagy a sydney-i meleg és leszbikus Mardi Gras-t. A dalt az év kislemezének titulálták a Las Culturistas Kulturális gálán.

## Kereskedelmi sikerek
A "Padam Padam" a 39. helyen debütált az ausztrál ARIA kislemezlistán. A dal az első negyvenes slágerlistás dala a 2012.es Timebomb óta. Később a 19. helyig jutott a slágerlistán. Írországban ez a dal lett Minogue legmagasabb slágerlistás helyezettje a 2011-es "Higher" óta, melyet Taio Cruz-zal közösen adott elő. Ezzel a 6. helyig jutott az ír kislemezlistán. Új-Zélandon a dal 2023. májusában a 11. helyig jutott a Hot Singles listán. Két hónappal később újra a 28. helyre került, mely több mint egy hétig volt helyezett a 2013-as Higher óta.
Az Egyesült Királyságban a dal egy nappal a megjelenése után a 8. helyre került a kislemez letöltési listán, és az eladási listán is, majd később első helyezett lett. A fő kislemezlistán, amely az eladási és streamelési adatokat tartalmazza, a dal a 26. helyen debütált, és ezzel Minogue 52. Top 40-es kislemeze lett az országban, az "Into the Blue" óta. A dal folyamatosan tört előre, míg a slágerlistára kerülés ötödik hetében a 8. helyen érte el a csúcsot. Így a 2011-es "Higher" óta az első brit Top 10-es kislemez, mely összességében a 35. lett. A "Padam Padam" négy egymást követő hetet töltött a Top 10-ben.
Az Egyesült Államokban a "Padam Padam" Top 10-es sláger lett a Billboard Dance/Electronic Songs listán. 2023 augusztusának elején a dal az Egyesült Államok Dance Radio Airplay listájának első helyén landolt a 2004-es "Red Blooded Woman" után a második helyen végzett. Kanadában a dal a 98. helyen debütált a Canadian Hot 100-as listán, ez volt Minogue első kislemeze, mely felkerült a slágerlistára az országban a 2012-es Timebomb óta.

## Promóció

### Videoklip
A 2023. május 18-án megjelent klipet Sophie Muller rendezte, melyet áprilisban forgatták a  Pink Motelben, mely korábban szálláshelyként működött, és amelyet jelenleg film, – és tévéfilmforgatásokhoz használnak a Los Angeles-i Sun Valley-ben.
A dalhoz készült videoklipet Nicolas Roeg és David Lynch 1976-os "The Man Who Fall to Earth" című filmje ihlette, ahol Minogue mint vámpír nő jelenik meg egy cukorkaszínű Americana álomországban. Minogue egy út menti étteremben, és egy roncstelepen jelenik meg feltűnő piros ruhában, illetve egy egyedi Mugler macskaruhában amelyhez egy köpeny is tartozik. Körülötte szintén pirosba öltözött táncosok vannak.
A klip rendezője az esztétikát ismerve elmondta, hogy a videoklip a "túlvilágiság érzését, a furcsaságot" tükrözi, ami tükrözi a dalt, majd hozzátette: "Van valami szokatlan a dalban, a sötétség, és a nyugtalanság. A video stúdióbeli felvételei helyett Minogue azt mondta, hogy az Egyesült Államokban szeretné elkészíteni a klipet.

## Élő előadások
2023 májusában Minogue először adta elő a "Padam Padam"-t az American Idol 21. évadának záró részében a "Can't Get You Out of My Head" című dalával vegyesen. Az utóbbihoz csatlakozott Nutsa, az egyik versenyző is.
2023 júniusában Minogue a londoni Wembley stadionban megrendezett Capital's Summertime Ball meglepetésvendégeként lépett színpadra, ahol a "Padam Padam" debütáló előadása mellett előadta a "Can't Get You Out of My Head" című dalt is.
Minogue 2023 júniusában tért vissza az Egyesült Államokba, ahol az iHeart Media 103,5 KTU 2023-as KTUphoria című előadásán szerepelt a  New York-i Jones Beach Színházban. A megjelenés során kilenc másik dallal együtt adta elő a "Padam Padam" című dalt egy szettben. A dal egyes részeit a kislemez amerikai promóciójának részeként Andy Cohen rádióműsorának adott interjújában is elénekelte a SiriusXM Stúdióban, saját hangján énekelve, ahol az Apple virtuális asszisztenség Siri-t utánozta. Volt egy élő fellépés is a New York-i LMBTQ+ klubban, a Horse Meat Discoban, ahol a dal elején hangproblémák adódtak, így Minogue arra kérte a közönséget, hogy másodszor is énekeljék el vele a dalt.

## Számlista
| Digitális letöltés/ streaming 1. "Padam Padam" – 2:46 Digitális letöltés– extended mix 1. "Padam Padam" (extended mix) – 4:04 2. "Padam Padam" – 2:46 CD és kazetta single 1. "Padam Padam" – 2:46 2. "Padam Padam" (extended mix) – 4:04 | Digitális letöltés – Jax Jones remix 1. "Padam Padam" (Jax Jones remix) – 3:24 2. "Padam Padam" – 2:46 Digitális letöltés– Absolute. Padam All Weekend remix edit 1. "Padam Padam" (Absolute. Padam All Weekend remix edit) – 3:05 |

## Slágerlista
| Slágerlista (2023)                        | Legmagasabb helyezések |
| ----------------------------------------- | ---------------------- |
| Argentina Anglo (Monitor Latino)          | 6                      |
| Australia (ARIA)                          | 19                     |
| Australia Club Tracks (ARIA)              | 15                     |
| Belgium (Ultratop 50 Flanders)            | 32                     |
| Kanada (Canadian Hot 100)                 | 98                     |
| Kanada CHR/Top 40 (Billboard)             | 37                     |
| Chile Anglo (Monitor Latino)              | 3                      |
| Colombia Anglo (Monitor Latino)           | 7                      |
| Croatia (HRT)                             | 4                      |
| Dominican Republic Anglo (Monitor Latino) | 17                     |
| El Salvador Anglo (Monitor Latino)        | 10                     |
| Germany Download (Official German Charts) | 14                     |
| Global 200 (Billboard)                    | 190                    |
| Guatemala Anglo (Monitor Latino)          | 8                      |
| Magyarország (Single Top 40)              | 32                     |
| Ireland (IRMA)                            | 7                      |
| Israel (Media Forest)                     | 1                      |
| Latvia (EHR)                              | 21                     |
| Mexico Anglo (Monitor Latino)             | 12                     |
| Hollandia (Top 40)                        | 23                     |
| Hollandia (Single Top 100)                | 61                     |
| New Zealand Hot Singles (RMNZ)            | 11                     |
| Peru Anglo (Monitor Latino)               | 15                     |
| Poland (Polish Airplay Top 100)           | 27                     |
| Szlovákia (Rádio Top 100)                 | 65                     |
| Sweden (DigiListan)                       | 17                     |
| Egyesült Királyság (UK Singles Chart)     | 8                      |
| Egyesült Királyság (UK Dance Chart)       | 5                      |
| Egyesült Királyság (UK Indie Chart)       | 1                      |
| US Digital Songs (Billboard)              | 18                     |
| US Adult Top 40 (Billboard)               | 39                     |
| US Hot Dance/Electronic Songs (Billboard) | 7                      |
| Venezuela Anglo (Monitor Latino)          | 14                     |

| Slágerlista (2023)      | Legmagasabb helyezés |
| ----------------------- | -------------------- |
| CIS (TopHit)            | 33                   |
| Russia Airplay (TopHit) | 42                   |

## Díjak
| Régió                                                            | Minősítés | Eladott példányszám |
| ---------------------------------------------------------------- | --------- | ------------------- |
| Egyesült Királyság (BPI)                                         | ezüst     | 200 000‡            |
| ‡ Eladási+streaming példányszámok kizárólag a minősítés alapján. |           |                     |

## Megjelenések
| Régió     | Dátum              | Formátum                     | Verzió                                                            | Label        | Ref(s).       |
| --------- | ------------------ | ---------------------------- | ----------------------------------------------------------------- | ------------ | ------------- |
| Különböző | 2023. május 18     | Digitális letöltés Streaming | Original                                                          | Darenote BMG | [ 3 ]         |
| Különböző | 2023. május 25.    | Digitális letöltés           | Extended mix                                                      | Darenote BMG | [ 87 ]        |
| Különböző | 2023. június 2.    | CD Single                    | Original extended mix                                             | Darenote BMG | [ 88 ]        |
| Különböző | 2023. június 9.    | Streaming                    | Extended mix                                                      | Darenote BMG | [ 87 ]        |
| Különböző | 2023. június 15.   | Kazetta                      | Original extended mix                                             | Darenote BMG | [ 89 ]        |
| Különböző | 2023. június 28.   | Digitális letöltés           | Jax Jones remix                                                   | Darenote BMG | [ 90 ]        |
| Különböző | 2023. június 30.   | Streaming                    | Jax Jones remix                                                   | Darenote BMG | [ 91 ]        |
| Különböző | 2023. június 30.   | Digitális letöltés           | Jax Jones extended mix                                            | Darenote BMG | [ 92 ]        |
| Különböző | 2023. július 6.    | Digitális letöltés           | Absolute. remix                                                   | Darenote BMG | [ 93 ]        |
| Különböző | 2023. július 7.    | Digitális letöltés           | Absolute. Padam All Weekend remix Absolute. Padam All Weekend dub | Darenote BMG | [ 94 ]        |
| Különböző | 2023. július 21.   | Digital download streaming   | HAAi Remix                                                        | Darenote BMG | [ 95 ] [ 96 ] |
| Különböző | 2023. augusztus 1. | Kazetta                      | The Mixtape                                                       | Darenote BMG | [ 97 ]        |